# Talk That Talk
Talk That Talk é o sexto álbum de estúdio da cantora barbadense Rihanna, lançado a 18 de Novembro de 2011 na Alemanha e três dias depois nos Estados Unidos, pela editora discográfica Def Jam Recordings. "We Found Love" é o single de avanço do disco, estreado a 22 de Setembro de 2011 através da Capital FM e horas mais tarde foi disponibilizado na iTunes Store de vários países. Rihanna divulgou as capas das edições padrão e deluxe em 11 de Outubro de 2011.

## Antecedentes
Após o êxito comercial e crítico do álbum anterior de Rihanna, Loud de 2010, a cantora revelou através da rede social Twitter que o álbum seria relançando e lançado no outono de 2011, adicionando que a era Loud continuaria com novas canções. Após vários rumores, em Setembro de 2011, Rihanna regressou ao Twitter para confirmar que os planos para o relançamento haviam sido descartados. A cantora ainda completou, "[Eu] tinha pensado num relançamento, mas Loud tem o seu próprio corpo de trabalho, assim como vocês trabalham no duro merecem algo novo".
Em Agosto de 2011, durante uma entrevista com a MTV News, a dupla de produtores The Juggernauts, que anteriormente escreveram e produziram "Man Down" do álbum Loud, revelaram que a cantora estava em fase de conclusão de seu sexto álbum de estúdio. A dupla também confirmou que havia escrito dois temas para uma possível inclusão no álbum, e que estavam interessados em escrever um terceiro. Em 15 de Setembro de 2011, Rihanna confirmou que de fato, — as sessões de gravação estavam ocorrendo — e que o álbum seria lançado no outono do hemisfério norte.

## Estrutura musical
Talk That Talk combina uma variedade de gêneros musicais, incluindo o hip hop, R&B, electro, dancehall e o dubstep, gêneros que pela primeira vez foram incluídos em seu quarto álbum de estúdio, Rated R de 2009. A primeira canção, "You Da One", foi produzida por Dr. Luke, é uma faixa de tempo moderado com um sabor caribenho e uma repartição do dubstep que influencia a canção. "Where Have You Been", produzida por Dr. Luke e Ester Dean, passa por um ritmo acústico e incorpora elementos do trance. O primeiro single, "We Found Love", é uma canção de electro house e dance-pop. A faixa título, "Talk That Talk", tem a participação do rapper Jay-Z e contém amostras de "I Got a Story to Tell" de The Notorious B.I.G.. A quinta canção, "Cockiness (Love It)", foi produzida por Bangladesh, contém características do hip hop e influências da dancehall. A sexta canção, "Birthday Cake", produzida por Da Internz e The-Dream, é uma faixa de interlúdio com duração de um minuto e 18 segundos. É executada através de uma batida distorcida. A sétima faixa, "We All Want Love", é uma canção acústica, com batidas de bateria. A oitava faixa, "Drunk On Love", foi produzida pelos colaboradores de longa data Stargate e Ester Dean, tem ritmos trance e elementos influenciados pelo ruído. Contém amostras da canção "Intro", originalmente escrita e Interpretada pela banda inglesa The XX. A décima faixa, "Watch n' Learn", conta com uma melodia de hip hop e sintetizadores. A faixa final da edição padrão, "Farewell", é uma balada. A primeira faixa bônus da edição de luxo, "Red Lipstick", é uma canção de dubstep co-produzida por Chase & Status e  por Rihanna. A décima terceira faixa do álbum, "Do Ya Thang" é uma canção de R&B co-produzida por The-Dream e Rihanna. A faixa final do álbum, "Fool in Love", é uma canção de tempo moderado com guitarras acústicas.

## Singles
- "We Found Love", uma canção de electro house e dance-pop, que conta com a participação do DJ escocês Calvin Harris,[11][12] foi denominado como single de estreia do álbum.[13] Seu lançamento digital ocorreu em 22 de Setembro de 2011,[14] sendo mais tarde lançado fisicamente na Alemanha em 21 de Outubro do mesmo ano.[15] A canção estreou na posição 16 nos Estados Unidos, e alcançou o topo da tabela seis semanas após seu lançamento, tornando-se a décima primeira canção de Rihanna a alcançar tal posição.[16] A faixa também liderou as tabelas de vários outros países como Reino Unido, Alemanha e França.[17]
- "You Da One", o segundo single, deriva de estilos como o dubstep, reggae, dancehall e pop.[18][19] Estreou digitalmente em 13 de Novembro de 2011. Debutou na Billboard Hot 100 dos Estados Unidos na posição de número 73, e na semana seguinte alcançou a posição de número 14.[20]
- "Talk That Talk" foi posteriormente confirmada como terceiro single do disco e tem como géneros musicais o hip-hop e R&B.[21][22][23]
- "Where Have You Been" foi lançado como quarto single do álbum em 28 de maio de 2012 e deriva do house[24] e dance-pop.[25]

## Recepção da crítica
| Críticas profissionais | Críticas profissionais |
| Pontuações agregadas   | Pontuações agregadas   |
| Fonte                  | Avaliação              |
| ---------------------- | ---------------------- |
| Metacritic             | 62/100                 |
| Avaliações da crítica  |                        |
| Fonte                  | Avaliação              |
| Billboard              | (Positiva)             |
| Daily Mail             | [ 28 ]                 |
| Digital Spy            | [ 29 ]                 |
| Entertainment Weekly   | (B+)                   |
| The Guardian           | [ 31 ]                 |
| Slant Magazine         | [ 32 ]                 |
| Sputnikmusic           | [ 33 ]                 |
| The Daily Telegraph    | [ 34 ]                 |
| Under the Gun          | (3/10)                 |

A recepção da crítica a Talk That Talk tem sido positiva, com o detalhe de que os críticos quase sempre citam a mudança sonora ocorrida entre o lançamento de Rated R (2009), Loud (2010) e Talk That Talk, destacando a ausência dos elementos 'escuros' vistos em seus dois álbuns anteriores, e a presença de um som mais leve e relaxado durante todo o álbum.
Melissa Maerz, do Entertainment Weekly, deu ao álbum uma crítica positiva, comentando que "é um alívio descobrir que, em seu bem-aventurado sexto álbum, ... [Rihanna] parou de tentar fazer um som mais resistente", porém acrescentando que "...aparentemente, o amor nunca foi algo fácil para RiRi, cujos títulos das novas canções incluem 'We Found Love', 'We All Want Love' e (sim) 'Drunk On Love'. Estaria ela finalmente admitindo que ser jovem e estar apaixonada por alguém pode ser, você sabe, divertido?". James Lachno, do The Daily Telegraph, sentiu a mesma coisa, afirmando que o "sexto álbum de Rihanna em sete anos [é] um álbum gigante que reafirma sua posição como um dos prazeres mais compulsivos do pop", concluindo que "os demônios de seu relacionamento com Chris Brown agora soam totalmente exorcizados – Rihanna canta como se ela estivesse apaixonada pela vida, e quisesse nos levar junto com ela para a festa". Jason Lipshutz, da Billboard, também deu ao álbum uma crítica positiva, mais comentou ter sentido que o lançamento do álbum foi "apressado". "Após reaver sua coroa com Loud... Rihanna não está prestes a fazer qualquer tipo de pausa para deixar que as concorrentes a princesa do pop a ultrapassem". Ele também disse que "[Talk That Talk é] um álbum com um lançamento estranhamente apressado para o objetivo de ser para os fãs. Por que não esperar um pouco o furor de Loud cessar?".
Josh Bell, do Las Vegas Weekly, deu ao álbum uma crítica mista, afirmando: "Nada aqui possui o imediatismo inegável de "Only Girl (In the World)" ou "Umbrella", mas Rihanna continuará carismática, seja trazendo um gostinho do Caribe ... ou apresentando adequadamente uma grande balada"..."[o álbum] não possui nenhuma canção ruim, mas também não possui nada grande o suficiente".
Matthew Cole, do Slant Magazine, deu ao álbum 2.5 estrelas em um total de cinco, dizendo que ele é "facilmente o pior álbum de Rihanna já lançado, embora eu não fique surpreso ao vê-la quebrar esse recorde próximo novembro".

## Alinhamento de faixas
A lista de faixas incluídas no disco foi revelada pela cantora a 5 de Novembro de 2011, desordenada e através de imagens na sua conta no Facebook, no entanto, mais tarde a ordem correcta foi revelada.
| N.º            | Título                              | Compositor(es) | Produtor(es)                    | Duração |  |
| 1.             | "You Da One"                        | Ester Dean, Lukasz Gottwald, Robyn Fenty, John Hill, Henry Walter                                                 | Dr. Luke, Cirkut                | 3:20    |  |
| 2.             | "Where Have You Been"               | Ester Dean, Lukasz Gottwald, Adam Richard Wiles, Henry Walter, Geoff Mack                                         | Dr. Luke, Cirkut, Calvin Harris | 4:02    |  |
| 3.             | "We Found Love" (com Calvin Harris) | Adam Richard Wiles                                                                                                | Calvin Harris                   | 3:35    |  |
| 4.             | "Talk That Talk" (com Jay-Z)        | Ester Dean, Mikkel S. Eriksen, Tor Erik Hermansen, Shawn Carter, Sean Combs, Carl Thompson, Christopher Wallace   | Stargate                        | 3:29    |  |
| 5.             | "Cockiness (Love It)"               | Candice Pillay, D. Loernathy, Shondrae Crawford, Robyn Fenty                                                      | Bangladesh                      | 2:58    |  |
| 6.             | "Birthday Cake"                     | Terius Nash, Robyn Fenty, Marcos Palacios, Ernest Clark,                                                          | Da Internz, The-Dream           | 1:18    |  |
| 7.             | "We All Want Love"                  | Ester Dean, Ernest Wilson, Steve Wyreman, Kevin Randolph                                                          | No I.D.                         | 3:57    |  |
| 8.             | "Drunk on Love"                     | Ester Dean, Mikkel S. Eriksen, Tor Erik Hermansen, Traci Hale, Baria Qureshi, Romy Croft, Oliver Sim, Jamie Smith | Stargate                        | 3:32    |  |
| 9.             | "Roc Me Out"                        | Ester Dean, Mikkel S. Eriksen, Tor Erik Hermansen, Rob Swire, Gareth McGrillen                                    | Stargate, Rob Swire             | 3:29    |  |
| 10.            | "Watch n' Learn"                    | Priscilla Renea, Chauncey Hollis, Robyn Fenty, Alja Jackson                                                       | Hit-Boy                         | 3:31    |  |
| 11.            | "Farewell"                          | Ester Dean, Alexander Grant                                                                                       | Alex da Kid                     | 4:16    |  |
| Duração total: | Duração total:                      | Duração total: | Duração total:                  | 37:29   |  |

| Faixas bónus da edição deluxe |                |                                                                                     |                      |         |  |
| N.º                           | Título         | Compositor(es)                                                                      | Produtor(es)         | Duração |  |
| 12.                           | "Red Lipstick" | Terius Nash, Robyn Fenty, James Hetfield, Lars Ulrich, William Kennard, Saul Milton | Chase & Status       | 3:37    |  |
| 13.                           | "Do Ya Thang"  | Terius Nash, Robyn Fenty                                                            | The-Dream            | 3:43    |  |
| 14.                           | "Fool in Love" | Ester Dean, Lukasz Gottwald, Henry Walter                                           | Dr. Luke, Ester Dean | 4:15    |  |
| Duração total:                | Duração total: | Duração total:                                                                      | Duração total:       | 49:04   |  |

| Faixa bónus da iTunes Store |                                                                  |                |                |         |  |
| N.º                         | Título                                                           | Compositor(es) | Produtor(es)   | Duração |  |
| 15.                         | "We Found Love" (com Calvin Harris) (Calvin Harris Extended Mix) | Calvin Harris  | Calvin Harris  | 5:45    |  |
| Duração total:              | Duração total:                                                   | Duração total: | Duração total: | 54:49   |  |

## Desempenho nas tabelas musicais
Em sua primeira semana nos Estados Unidos segundo a Nielsen SoundScan, o álbum vendeu 197 000 cópias, estreando na posição de número três da Billboard 200. Sendo assim, Talk That Talk teve um desempenho inferior ao trabalho anterior de Rihanna, Loud, que em sua semana de estreia contabilizou 207 000 cópias vendidas. No Reino Unido, Talk That Talk foi certificado pela British Phonographic Industry (BPI) com disco de platina em apenas uma semana. O álbum também estreou no topo da UK Albums Chart vendendo mais de 160 mil cópias em sua primeira semana.
| Tabela musical (2011)                         | Melhor posição |
| --------------------------------------------- | -------------- |
| Alemanha - Media Control                      | 3              |
| Austrália - Australian Albums Chart           | 5              |
| Austrália - Urban Albums Chart                | 1              |
| Áustria - Austrian Albums Chart               | 1              |
| Bélgica - Ultratop (Flandres)                 | 3              |
| Bélgica - Ultratop (Valónia)                  | 6              |
| Canadá - Canadian Albums Chart                | 3              |
| Dinamarca - Danish Albums Chart               | 10             |
| Escócia - Scottish Albums Chart               | 1              |
| Estados Unidos - Billboard 200                | 3              |
| Estados Unidos - Billboard R&B/Hip-Hop Albums | 1              |
| Espanha - Spanish Álbuns Chart                | 6              |
| Finlândia - Finnish Albums Chart              | 16             |
| França - SNEP                                 | 2              |
| Grécia - IFPI Grécia                          | 16             |
| Hungria - MAHASZ                              | 23             |
| Irlanda - Irish Albums Chart                  | 2              |
| Itália - FIMI                                 | 10             |
| Noruega - VG-lista                            | 1              |
| Nova Zelândia - New Zealand Albums Chart      | 1              |
| Países Baixos - Dutch Albums Chart            | 6              |
| Polónia - Polish Albums Chart                 | 2              |
| Portugal - AFP                                | 14             |
| Reino Unido - UK Albums Chart                 | 1              |
| Reino Unido - UK R&B Albums Chart             | 1              |
| Suécia - Swedish Albums Chart                 | 31             |
| Suíça - Swiss Albums Chart                    | 1              |

| Tabelas musicais (2011)        | Posição |
| ------------------------------ | ------- |
| Alemanha - German Albums Chart | 44      |
| Reino Unido - UK Albums Chart  | 10      |
| Suíça - Swiss Albums Chart     | 36      |

| País           | Certificador | Certificação |
| -------------- | ------------ | ------------ |
| Alemanha       | IFPI         | Ouro         |
| Austrália      | ARIA         | Ouro         |
| Brasil         | ABPD         | Ouro         |
| Dinamarca      | IFPI         | Ouro         |
| Espanha        | Promusicae   | Ouro         |
| Estados Unidos | RIAA         | 3× Platina   |
| Reino Unido    | BPI          | 3× Platina   |

## Histórico de lançamento
| País           | Data                   | Formato                                       | Editora discográfica |
| -------------- | ---------------------- | --------------------------------------------- | -------------------- |
| Alemanha       | 18 de Novembro de 2011 | CD, descarga digital (edição padrão e deluxe) | Universal Music      |
| Austrália      | 18 de Novembro de 2011 | CD, descarga digital (edição padrão e deluxe) | Universal Music      |
| Irlanda        | 18 de Novembro de 2011 | CD, descarga digital (edição padrão e deluxe) | Universal Music      |
| Polónia        | 18 de Novembro de 2011 | CD, descarga digital (edição padrão e deluxe) | Universal Music      |
| Canadá         | 21 de Novembro de 2011 | CD, descarga digital (edição padrão e deluxe) | Def Jam              |
| Estados Unidos | 21 de Novembro de 2011 | CD, descarga digital (edição padrão e deluxe) | Def Jam              |
| França         | 21 de Novembro de 2011 | CD, descarga digital (edição padrão e deluxe) | Def Jam              |
| Itália         | 21 de Novembro de 2011 | CD, descarga digital (edição padrão e deluxe) | Def Jam              |
| Portugal       | 21 de Novembro de 2011 | CD, descarga digital (edição padrão e deluxe) | Def Jam              |
| Reino Unido    | 21 de Novembro de 2011 | CD, descarga digital (edição padrão e deluxe) | Mercury              |
| Japão          | 23 de Novembro de 2011 | CD, descarga digital (edição padrão e deluxe) | Universal Music      |
| Índia          | 23 de Novembro de 2011 | CD, descarga digital (edição padrão e deluxe) | Universal Music      |
| Brasil         | 29 de Novembro de 2011 | CD, descarga digital (edição padrão e deluxe) | Universal Music      |